# Mangrovehoningeter
De mangrovehoningeter (Gavicalis fasciogularis; synoniem: Lichenostomus fasciogularis) is een zangvogel uit de familie Meliphagidae (honingeters).

## Verspreiding en leefgebied
Deze soort is endemisch in het kustgebied van noordoostelijk en oostelijk Australië.

## Status
De grootte van de populatie is niet gekwantificeerd maar de soort wordt omschreven als zeer algemeen. Op de Rode lijst van de IUCN heeft deze soort de status niet bedreigd.